# Inspectah Deck
Inspectah Deck (nacido Jason Hunter el 6 de julio de 1970 en el Bronx, Nueva York) es un rapero, productor y miembro de Wu-Tang Clan. Actualmente es también parte integrante de CZARFACE, junto con 7L & Esoteric.

## Biografía
Inspectah Deck nació en el Bronx, pero se mudó a la Staten Island cuando era un niño, viviendo en el Park Hill Projects en Clifton, donde otros miembros del futuro Wu-Tang Clan vivirían y congregarían. Él es uno de los miembros menos conocidos, aunque ha sido miembro desde su debut, Enter the Wu-Tang: (36 Chambers), proyecto el cual trabajó después de haber cumplido una sentencia en la cárcel (fue en prisión donde se ganó el sobrenombre de "Inspectah", por su comportamiento silencioso y observador). Él había tenido un rol importante en el temprano trabajo del grupo, haciendo el verso de apertura en el clásico underground "Protect Ya Neck", tan bien como en los igualmente exitosos sencillos "C.R.E.A.M.", "Bring Da Ruckus", "Da Mystery Of Chessboxin'" y "7th Chamber". Luego apareció en los proyectos paralelos del Wu-Tang y en los álbumes solistas de The GZA, Liquid Swords y Only Built 4 Cuban Linx de Raekwon, aunque comparado con otros miembros él estuvo relativamente tranquilo durante la primera ronda de lanzamientos solistas. Su propio debut fue originalmente planeado para ser lanzado entre 1994-1997 pero por razones desconocidas se lo postergó para el segundo período de proyectos solistas. Aun así, en 1995 Deck lanzó su primer tema solista, "Let Me at Them", en la banda sonora de la película "Tales from the Hood".
Él le proveyó al segundo álbum del clan, Wu-Tang Forever, su toque de mágia, repitiendo su apertura explosiva que le dio al tema Protect Ya Neck con el igualmente famoso sencillo que se convirtió rápidamente en hit, Triumph tan bien como contribuyendo con el tema solista, que usaba un sampleo de Stevie Wonder, The City. El álbum también contó con el debut como productor de Deck, arreglando al siniestro tema Visionz. Esto estableció la escena para el retrasado álbum de debut Uncontrolled Substance en 1999 en el cual el produjo la mayoría de los beats, su estilo infulenciado por el funk de los '70s se diferenció un poco en el sonido y en el estilo de las otras producciones del Wu-Tang hasta ese momento. Tan bien como él se autoprodujo sus temas, Deck tuvo la asistencia de los productores del Wu RZA, True Master y 4th Disciple tan bien como Pete Rock. El álbum no vendió especialmente bien, pero tuvo un éxito moderado en las críticas. Entre 1999 y el lanzamiento del tercer álbum del Wu-Tang Clan, The W en el 2000, Deck continuó contribuyendo beats y versos como invitado en otros proyectos solistas de sus Clansmen, incluyendo Beneath the Surface de The GZA, Bobby Digital In Stereo de The RZA, y Tical 2000: Judgement Day de Method Man.
Deck lanzó su segundo álbum The Movement en el 2003, el cual fue principalmente producido por Ayatollah y contó con un toque un poco más comercial que en su debut. Como en su debut, éste recibió distintos tipos de reviews, pero generalmente positivos y relativamente moderados. El álbum tuvo un éxito de venta moderado.
En 2015 se une a 7l & Esoteric para formar CZARFACE, grupo que vio la luz con la publicación de su primer álbum llamado de la misma forma, Czarface.

## Alias
- Rebel INS
- Fifth Brother
- Rollie Fingers
- Manifesto
- Charliehorse
- Ayatollah
- jhrito

## Discografía

### Álbumes
- 1999 Uncontrolled Substance
- 2003 The Movement
- 2006 Resident Patient
- 2010 Manifesto

##### como CZARFACE (con 7L & Esoteric)
- 2013 Inspectah Deck + 7L & Esoteric = CZARFACE
- 2015 Every Hero Needs a Villain
- 2016 A Fistful of Peril
- 2017 First Weapon Drawn
- 2018 CZARFACE Meets Metal Face
- 2019 Chamber N.9

### Sencillos & EP
- 1998 "REC Room"
- 1999 "Word On The Street"
- 2003 "The Movement"
- 2003 "Big City"

### Apareció En
- 1994 "Mr. Sandman" (del álbum de Method Man, Tical)
- 1995 
  - "Guillotine (Swordz)" (del álbum de Raekwon, Only Built 4 Cuban Linx)
  - "Cold World" & "Duel Of The Iron Mic" (del álbum de The GZA, Liquid Swords)
- 1996 
  - "Assassination Day" (del álbum de Ghostface Killah, Ironman)
  - "Let Me At Them" (canción del Wu-Tang Clan, de la banda sonora de Tales Of The Hood)
  - "America" (canción del Wu-Tang Clan, del álbum America Is Dying Slowly)
- 1997 "Semi Automatic Full Rap Metal Jacket" (canción del Wu-Tang Clan, de la banda sonora High School High)
- 1998 
  - "S.O.S." & "Execute Them" (del álbum Wu-Tang Killa Bees: The Swarm)
  - "Cross My Heart" (del álbum de Killah Priest, Heavy Mental)
  - "Spazzola", "Elements" & "Play IV Keeps" (del álbum de Method Man, Tical 2000: Judgement Day)
- 1999 
  - "True Master" (del álbum de Pete Rock, Soul Survivor)
  - "Beneath The Surface" (del álbum de The GZA, Beneath The Surface)
  - "Beneath The Surface (Remix)" (sencillo de The GZA)
  - "Kiss Of A Black Widow" (del álbum de RZA, Bobby Digital In Stereo)
  - "Tres Leches (Triboro Trilogy)" (del álbum de Big Punisher, Capital Punishment)
  - "No Exit (Extended Video Version)" (Blondie sencillo)
  - "Above The Clouds" (del álbum de Gang Starr, Moment Of Truth)
  - "Rumble" & "Glide" (del álbum de U-God, Golden Arms Redemption)
  - "Stay True" (del álbum de Ghostface Killah, Supreme Clientele, solo el beat)
- 2000 "Verbal Slaughter" (del álbum de Dwellas, The Last Shall Be First)
- 2001 
  - "Revenge" (del álbum de Cappadonna, The Yin & The Yang)
  - "Speaking Real Words" (del álbum de 7L & Esoteric, The Soul Purpose)
- 2002 
  - "Killa Beez" (del álbum Wu-Tang Killa Bees: The Sting)
  - "The X (Y'all Know The Name)" (del álbum de X-Ecutioners, Built From Scratch)
- 2003 
  - "Always NY" (del álbum de Mathematics, Love, Hell Or Right)
  - "Sparring Minds" (del álbum de GZA, Legend of the Liquid Sword)
  - "Get Away From The Door" (del álbum de Cappadonna, The Struggle)
  - "Muskateers Of Pigs" (del álbum de Raekwon, The Lex Diamond Story)
- 2004 "Silverbacks" (del álbum de Masta Killa, No Said Date)
- 2005 
  - "Strawberries & Cream" & "Spot Lite" (del álbum de Mathematics, The Problem)
  - "A Star Is Born" (del álbum de Streetlife, Street Education)